# Siegfried Massmann (Künstler)

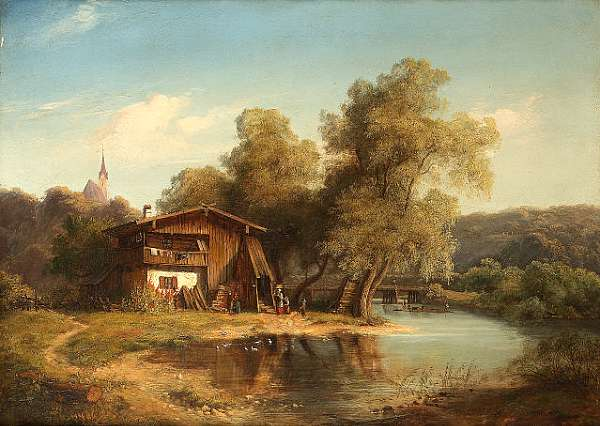
Eine Rheinlandische Landschaft

Siegfried Massmann, auch Siegfried Maßmann (* 13. Dezember 1829 in München; † 27. Dezember 1853 in Rom) war ein deutscher Landschaftsmaler.

## Leben
Massmann war der älteste Sohn des Germanisten Hans Ferdinand Maßmann. Er erkrankte im fünften Lebensjahr an Skrofulose und erblindete am linken Auge. Die fortschreitende Krankheit führte zur Lähmung beider Beine und zwang ihn in den Rollstuhl. Als Autodidakt eignete er sich erste Fertigkeiten in der Landschaftsmalerei an. Im Sommer 1843 ging Massmann mit seinem Vater nach Berlin, kehrte aber bald nach München zurück.
Massmann studierte seit dem 14. November 1847 an der Königlichen Akademie der Künste in München und bei Christian Morgenstern. Noch als Student stellte er seine Werke seit 1849 im Kunstverein München aus.
Er schuf Landschaftsbilder in Aquarell-, später auch Ölfarben mit Ansichten von Nürnberg, Kochelsee, Starnberg und anderen Orten. Der Künstler erkrankte an Tuberkulose, blieb aber weiter aktiv. Im Frühling 1853 besuchte er Meran. Dank eines Stipendiums des Königs Friedrich Wilhelm IV. besuchte er noch im gleichen Jahr Italien, wo er in Rom im Alter von 24 Jahren starb.